# Edwin Koech
Edwin Kibet Koech (* 15. Mai 1983) ist ein kenianischer Marathonläufer.

## Werdegang
Im September 2015 konnte er seinen Erfolg aus dem Vorjahr wiederholen und den Switzerland Marathon light mit der schnellsten je auf Schweizer Boden gelaufenen Halbmarathon-Zeit gewinnen.
Im April 2016 gewann er den Linz-Marathon mit der drittschnellsten jemals dort gelaufenen Zeit.

## Sportliche Erfolge
| Datum         | Rang | Wettbewerb                 | Austragungsort | Zeit       | Bemerkung                                                     |
| ------------- | ---- | -------------------------- | -------------- | ---------- | ------------------------------------------------------------- |
| 2. Apr. 2017  | 1    | Mailand-Marathon           | Mailand        | 02:07:13   |                                                               |
| 3. Apr. 2016  | 1    | Linz-Marathon              | Linz           | 02:09:06   |                                                               |
| 11. Okt. 2015 | 5    | Eindhoven-Marathon         | Eindhoven      | 02:08:17   | persönliche Marathon-Bestzeit                                 |
| 6. Sep. 2015  | 1    | Switzerland Marathon light | Sarnen         | 00:59:53,6 | schnellste je gelaufene Halbmarathon-Zeit auf Schweizer Boden |
| 7. Sep. 2014  | 1    | Switzerland Marathon light | Sarnen         | 01:00:12,8 | Halbmarathon                                                  |